# スペースX CRS-1
スペースX CRS-1はスペースX社のドラゴン無人宇宙補給機の3回目の飛行。SpX-1とも。ファルコン9ロケットの4度目の飛行であり、スペースXとNASAの商業補給サービス契約の最初の実運用であった。2012年10月7日20時34分(EDT、世界標準時では2012年10月8日0時34分)に打ち上げられた。

## 歴史
2012年5月、CRS-1ファルコン9がケープカナベラル空軍基地に搬入されたことが報告された。CRS-1ドラゴンは2012年8月14日に搬入された。
2012年8月31日、CRS-1ファルコン9のウェット・ドレス・リハーサルが完了し、9月29日に静的燃焼試験が完了した、これら両方の試験はロケットの積み込み部にドラゴン宇宙船が取り付けられていない状態で行われた。計画は2012年10月5日に打ち上げ準備評価に合格した。
打ち上げは2012年10月8日0時34分(UTC)に行われ成功裏にISSと会合する軌道に投入された。打ち上げの間、飛行中に9機のエンジンの1機が突如80秒程度圧力を失い、エンジンの即時運転停止が発生した。夜間打ち上げの遠望映像には破片が見られた。残った8機のエンジンは長時間燃焼を続け、飛行制御ソフトは正確な低軌道の近くにドラゴンを投入すべく軌道を修正した。

## タイムライン

### 打ち上げ

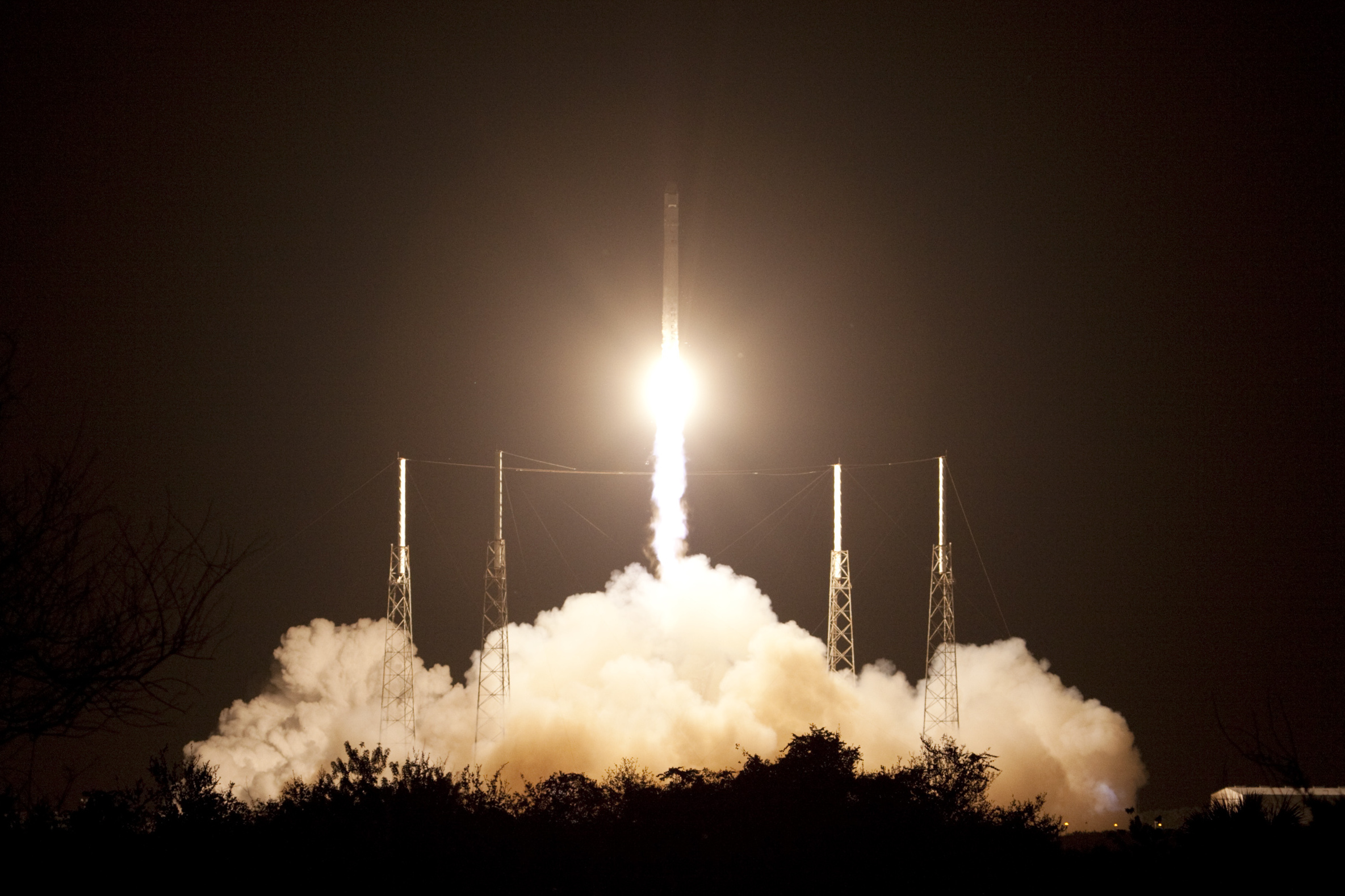
CRS-1 ファルコン9の打ち上げ

NASAが事前に発表したミッション計画は以下のようなものであった。打上げ1分10秒後で音速を超える。それから10秒後までに最大動圧領域を通過する。打上げ後2分30秒ごろに加速を和らげるために、9機の第1段エンジンのうちの2機が停止される。90kmの高さで音速の10倍に達する。すぐ後に、第1段の残りのエンジンも全て停止する（MECO（第1段（メイン）エンジン停止、Main Engine Cut Off））。MECOの5秒後、第1段を分離。その7秒後、第2段のマーリンバキュームエンジンに点火（第2段は6分間14秒の間運転され、ドラゴンを低軌道に投入する）。第2段エンジン点火40秒後、フェアリングをパージ。打ち上げ9分14秒後、第2段エンジン停止（Second Engine Cut Off, SECO）。その35秒後、ドラゴンは分離され、初期軌道に投入される。
ドラゴンは初期軌道に投入された後、ソーラーアレイを展開し、ランデブーに必要なセンサーと把持固定具を保護している誘導航法制御ベイのドアを開く。

### ドッキング

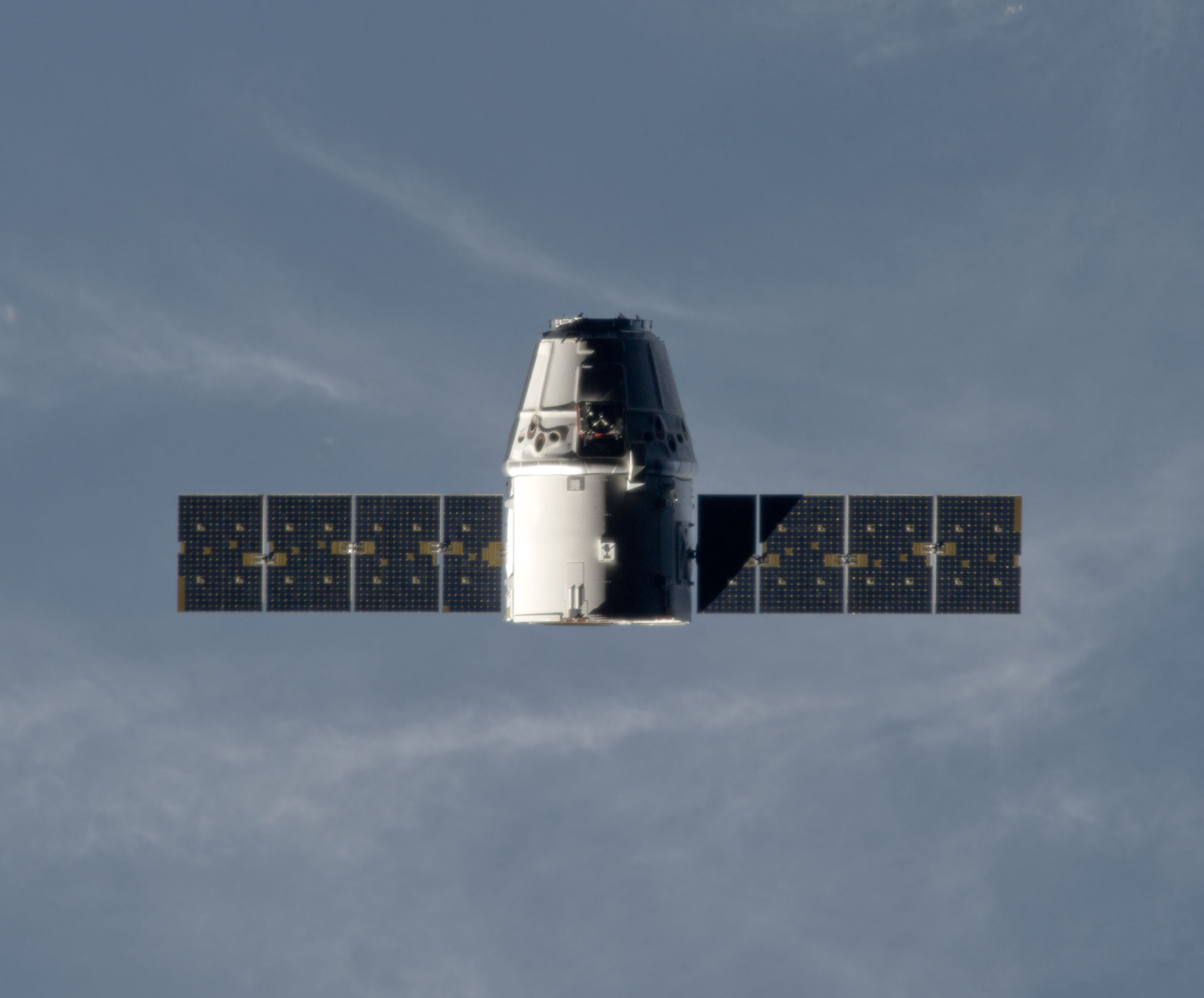
ISSへ接近するCRS-1

ドラゴンはISSを追いかけながら、COTS超高周波通信装置(CUCU)を使ってUHF通信を確立した。また、ステーション搭載のクルー指令パネル(CCP)を使って、長期滞在のクルーが近接を監視した。クルーにとってドラゴンに指令を送るための能力はミッションのランデブーと離脱に際して重要であった。
最終接近の間、行動判断はヒューストンミッションコントロールで行われ、ホーソーンのスペースXのチームはステーションから250mの位置まで近づける別の制御を行った。この距離で、ドラゴンはLIDARと熱画像などで構成される近距離誘導システムの利用を開始した。システムはドラゴンの熱画像とドラゴンが受け取ったLIDAR画像の比較によってドラゴンの位置と速度が加速していることを確認した。ジョンソン宇宙センターの国際宇宙ステーション飛行制御室のNASAの飛行制御チームの支援の下、ホーソーンのドラゴン飛行制御チームは宇宙機に現在の位置から宇宙ステーションに近接するように指令した。
ヒューストンとホーソーンチームによって更なる行動判断が行われ、進入禁止範囲(keep-out sphere、KOS)への進入が許可され、ドラゴンはステーションから30mの位置に自動的に進み、この行動が完了した。 ドラゴンは10mの捕獲地点の位置に進んだ。最終的な行動判断が行われ、ヒューストンコントロールセンターチームはドラゴンの把持を行うクルーに通知した。
第33次長期滞在のクルーでJAXAの星出彰彦は17.6mあるロボットアームのカナダアーム2を使って、10時56分(UTC)にドラゴンを把持した。星出は、第33期長期滞在の司令でNASAのスニータ・ウィリアムズの協力の下、ドラゴンをハーモニーモジュールの地球に面した側に移動させた後、ウィリアムズと星出は持ち場を変わり、ウィリアムスが13時3分(UTC)にドラゴンをハーモニーの共通結合機構に係留した。
ハーモニーとドラゴン間のハッチの開放はもともと10月11日に予定されていたが、繰り上げられて17時40分(UTC)に行われた。

### その後

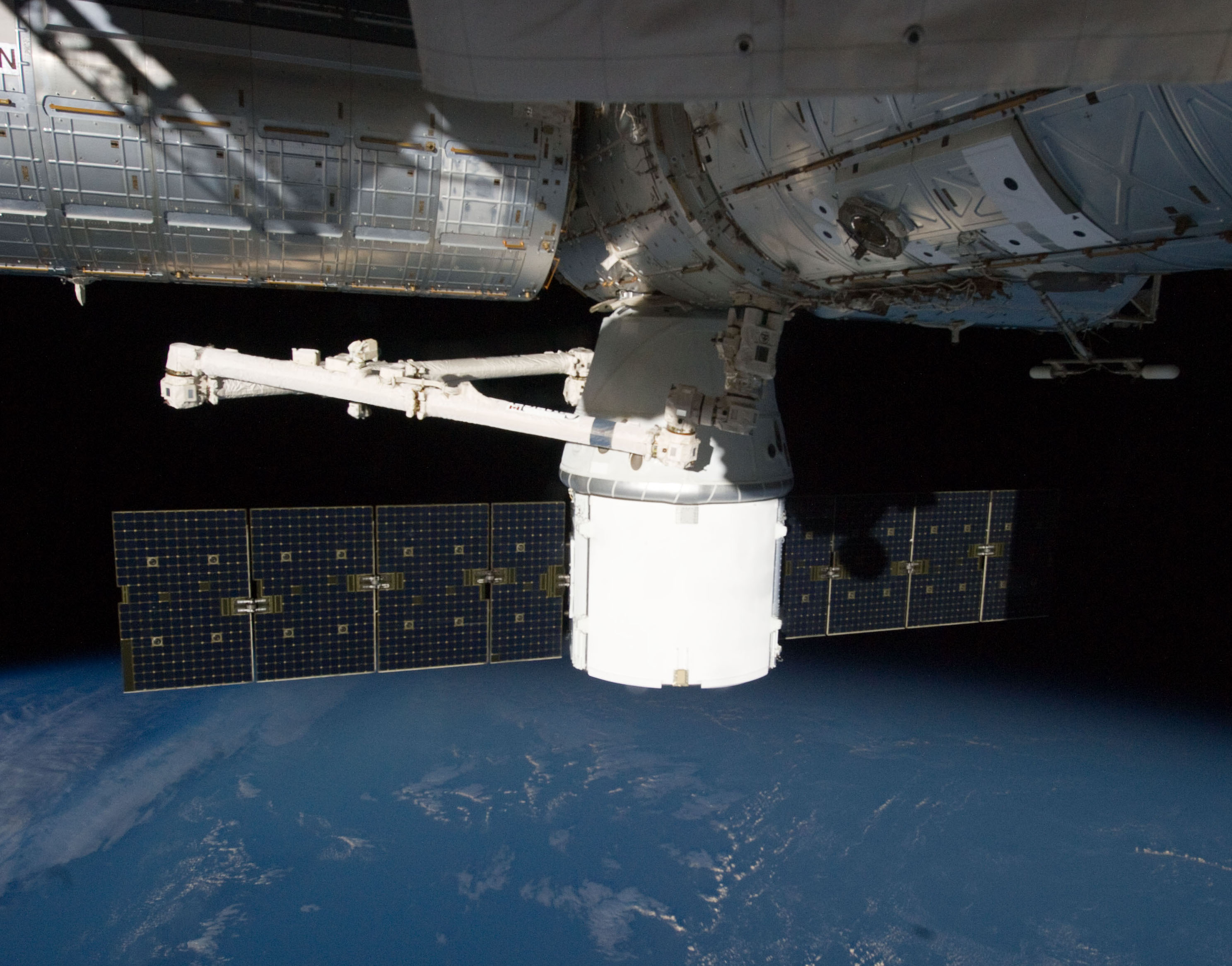
キューポラ (ISS)からみたCRS-1、2012年10月14日

それからの2週間半、ISSのクルーはドラゴンの搭載貨物をISSに下ろし、地球へ戻す荷物をドラゴンに搭載した。
軌道実験室でのミッション完了後、新しく訪れた第33次長期滞在のフライトエンジニアケビン・A・フォードがカナダアーム2を利用してハーモニーからドラゴンの係留を解除し、CRS-1は15mの開放位置まで移動させて開放された。ドラゴンは3回のエンジン燃焼を行い、ステーションから離脱した。ドラゴンがステーションを発ってからおおよそ6時間後、10分間の軌道離脱噴射を行った。ソーラーアレイなどが取り付けられているドラゴンの後部のトランク部はこのとき放棄された。。

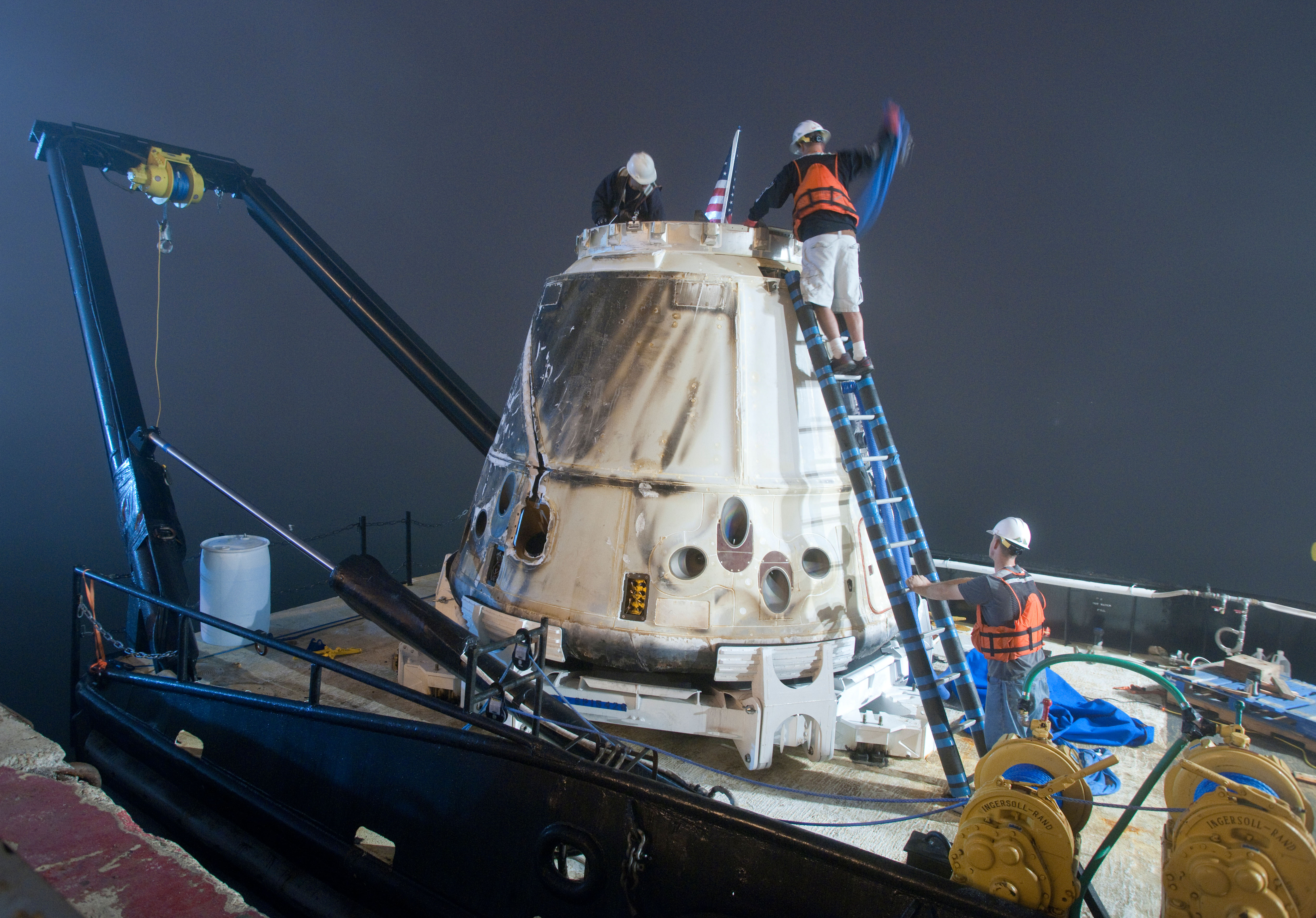
港に戻ってきたCRS-1、2012年10月30日

大気圏再突入時の着陸はドラコスラスターの自動飛行で制御された。慎重に時系列順の要素がこなされ、安定化と減速のために13700mの高度で2枚の減速用パラシュートが展開された。減速用パラシュートの完全な展開が引き金となって、3000mの高度でそれぞれ35mの直径を持つ3枚のメインパラシュート開放された。減速用パラシュートは宇宙機から切り離され、メインパラシュートがさらに宇宙機の降下を4.8-5.4m/sの速度に遅らせた。ドラゴンはもしメインパラシュートの1枚が失われたとしても、2枚の残りで安全に着陸可能であった。ドラゴンのカプセルは南カリフォルニア海岸の450km沖の太平洋への着水が予想された。スペースXはAフレームやクレーンを装備した30mほどのボート1艘、テレメトリを運用する27mの乗員ボート1艘、7mほどの硬質船体ゴムボート2艘などを回収任務に利用した。これらのボートにはエンジニアや技術者約十数名だけでなく、4名の潜水チームも乗っていた。 ドラゴンカプセルが着水後、回収チームはカプセルを回収し、陸に運ぶためにデッキに乗せてた。
技術者はカプセルのサイドハッチを空け、至急を要する貨物を回収した。これらの貨物は高速ボートに乗せられ、カリフォルニアに運ばれ最終的にNASAに渡され、NASAは貴重な科学物品を取り仕切り、試料の飛行後の解析を取り扱った。残りの貨物はいったんドラゴンがテキサス州マグレゴーのスペースXの試験施設に到着してから下ろされた。

## 搭載貨物

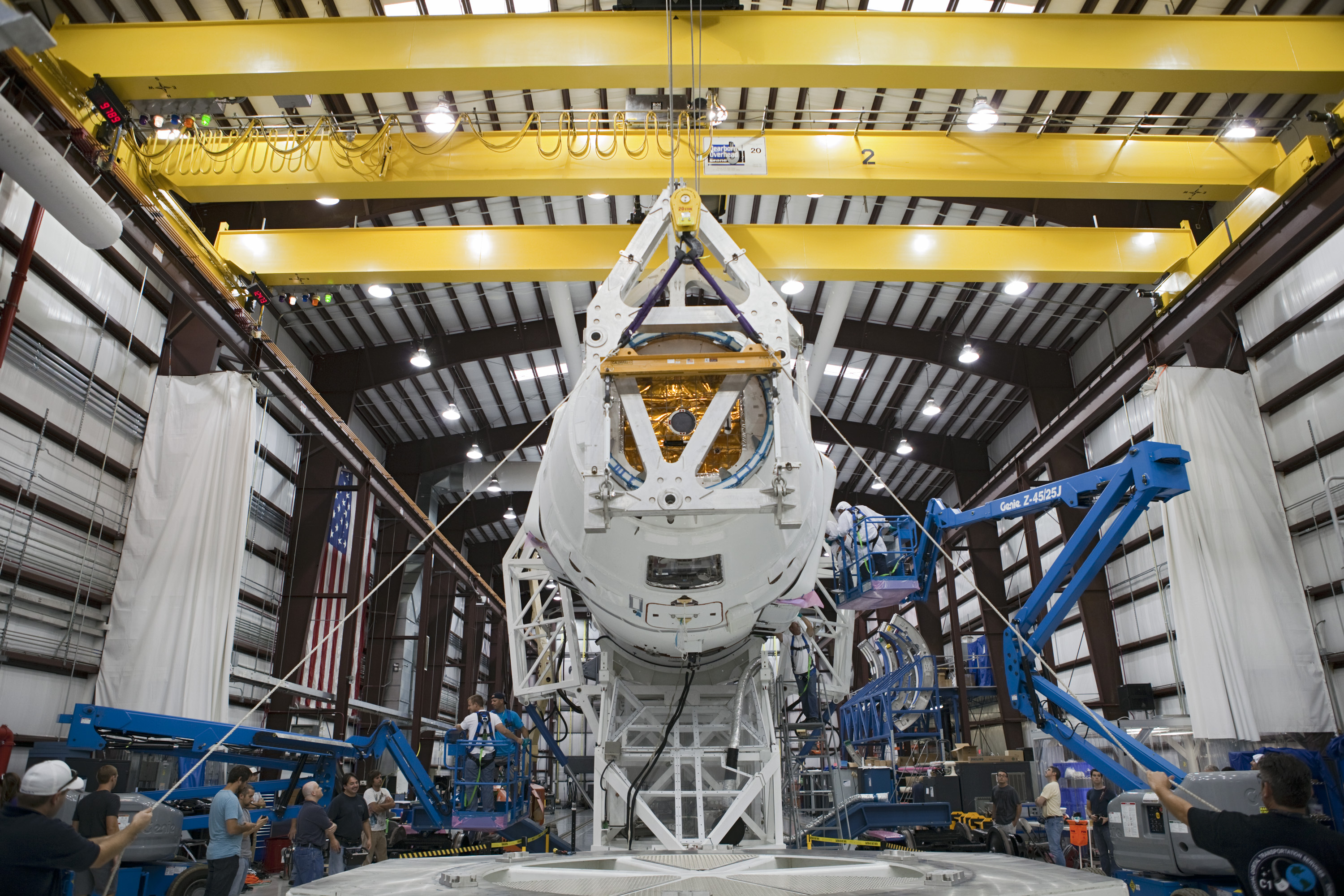
CRS-1のために準備が行われているドラゴン

### 主要貨物
CRS-1の打ち上げ時、ドラゴンは合計905kgであり、輸送機自身の重量を除けば400kgの貨物を積んでおり、クルーへの補給品118kg、166種の実行中の実験や66の新実験など向けの支援用の物資177kg、ステーション用機材設備102kg、その他3.2kgなどであった。
地上への降下時、ドラゴンは合計905kgであり、輸送機自身の重量を除けば759kgの貨物を積んでおり、クルー用品74kg、化学実験品や実験ハードウェア393kg、ステーション用機材設備235kg、宇宙遊泳用品33kg、その他25kg程などであった。

### 副貨物
打ち上げ数ヶ月前、ピギーバック衛星としてファルコン9の第2段で150kgの第2世代オーブコム衛星試作機を打ち上げることが計画されていた。
第2貨物はファルコンロケット打ち上げ時の第1段エンジンが1基故障したため、副貨物のピギーバック衛星もドラゴン投入軌道に投入された。
主要貨物の契約者であるNASAは99%より大きい想定成功確率を要求しており、副貨物はISSと類似した軌道傾斜角で、軌道の目標はISSよりも高い位置であった。エンジン故障によりファルコン9は想定より多い燃料を使用しており、成功確率の推定値は95%に減少していた。このため、第2段エンジンは第2回燃焼を行えず、オーブコム第2世代実験は使用不能な軌道に残され、打ち上げ4日後に地球の大気圏で燃え尽きた。
スペースXとオーブコム両者がミッション前に副貨物の衛星はドラゴン投入軌道の低い軌道に残るという高いリスクを知っており、これは副貨物の打ち上げ費用を劇的に低くしたことでオーブコムが合意したリスクであった。

## ファルコン9のエンジン異常
打ち上げ時、ファルコン9の第1段の9基のエンジンのうち1基にエンジン異常が発生した。スペースXは数年前からファルコン9の第1段は「エンジン燃焼停止能力」を持って設計されており、この能力で誤作動したエンジン数基を停止可能で、その状態でも打ち上げを成功させることができると強く主張している。
打ち上げ中、CRS-1の第1段は1番エンジンを停止し、結果として、輸送機を予定通りの軌道に投入するため残りの8基のエンジンを想定よりもやや推力を減少させて長く燃焼させることで打ち上げは継続された
。スペースXは「予定外の急速な分解」に言及しており、これは意図せずも、最初の飛行中のファルコン9の「燃焼停止」設計の実証となり、「燃焼停止能力の明快な実証を提供した」としている。
この異常に対してNASAとスペースXは共同でCRS-1飛行後調査委員会を立ち上げた。飛行後調査委員会からの予備情報は1番エンジンのノズルの上の燃料ドームが爆発しなかったものの破裂したことを示している。飛行ビデオ記録に見られるように、エンジン停止前に終了した燃料燃焼はフェアリング破損の原因となった。その後の調査でおそらくエンジン製造時に起こったエンジン機関被覆の検出されない素材の欠陥の結果と問題を特定したと議会公聴会で示された。飛行中、データは素材の欠陥が最終的に主燃焼室の裂け目につながったことを示唆していた。この裂け目は主燃料経路の方向に高温のガスと燃料の噴射を開放し、これが2次漏れの原因となり、エンジン圧力が急激に低下した。結果として飛行コンピューターは第1エンジンを停止させ、ファルコン9はISSとのランデブーのためのドラゴン投入にむけて行程を継続した。

## ギャラリー

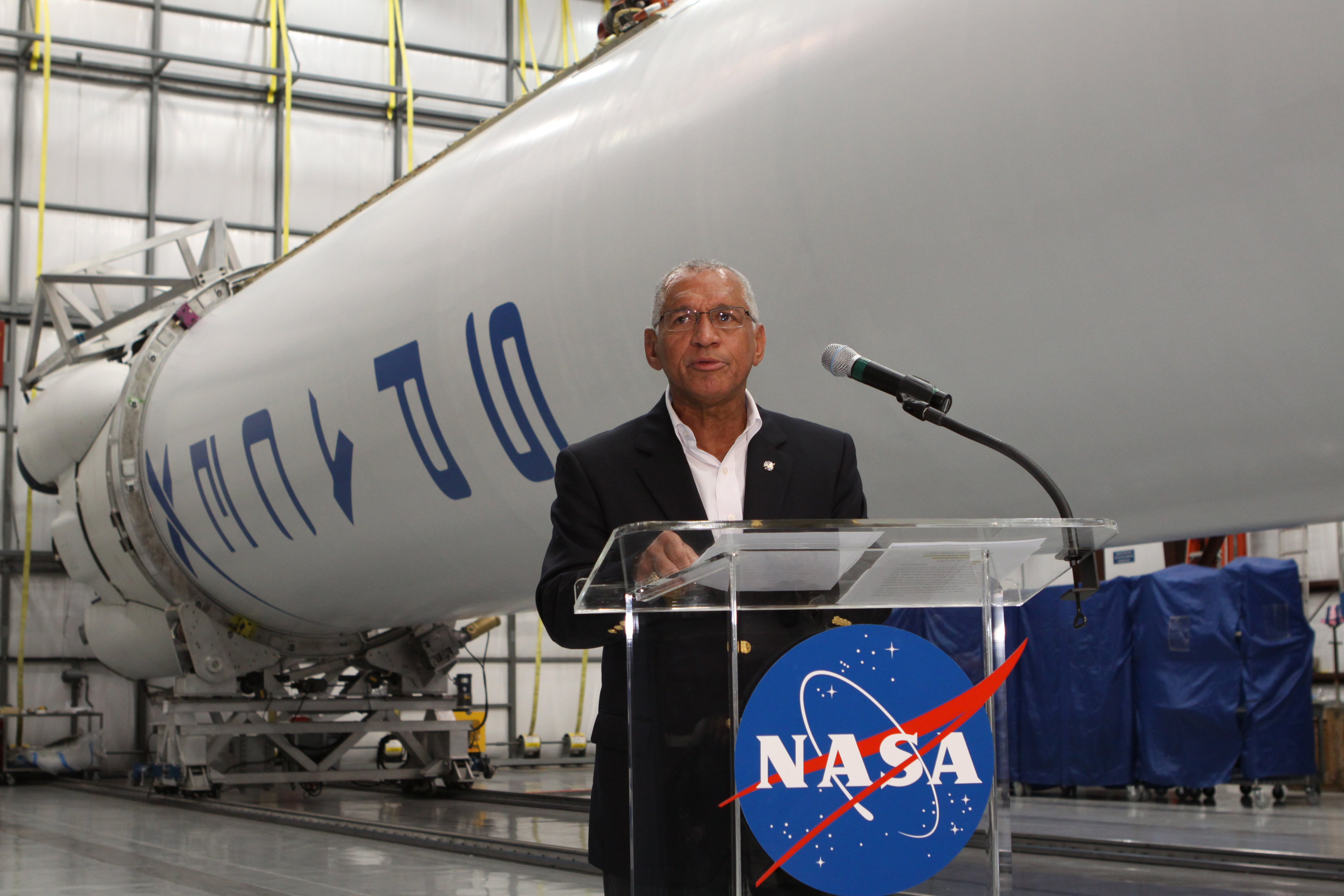
NASA理事、チャールズ・ボールデンとファルコン9CRS-1、2012年8月23日
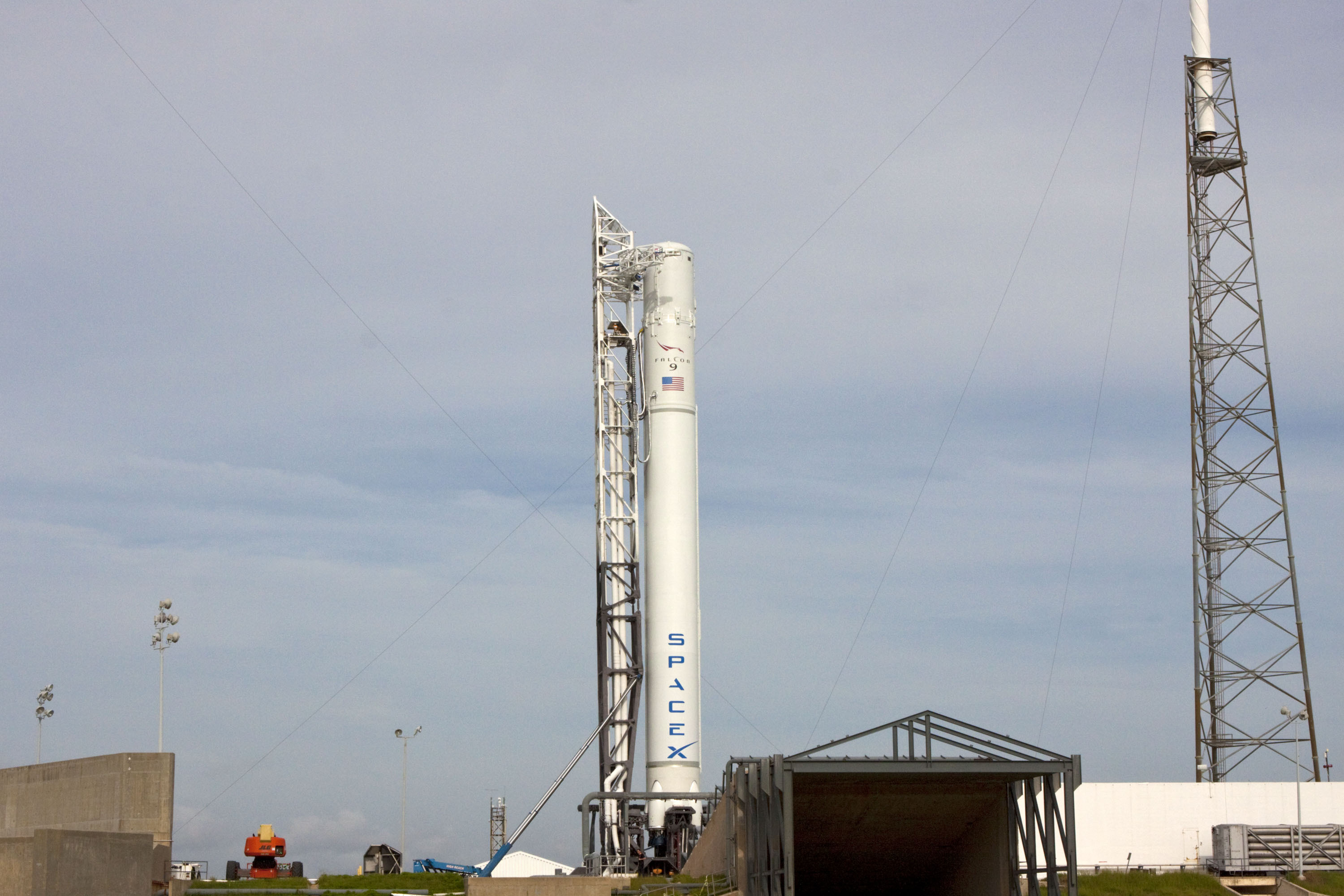
ウェット・ドレス・リハーサルの日のドラゴンなしのファルコン9、2012年8月31日
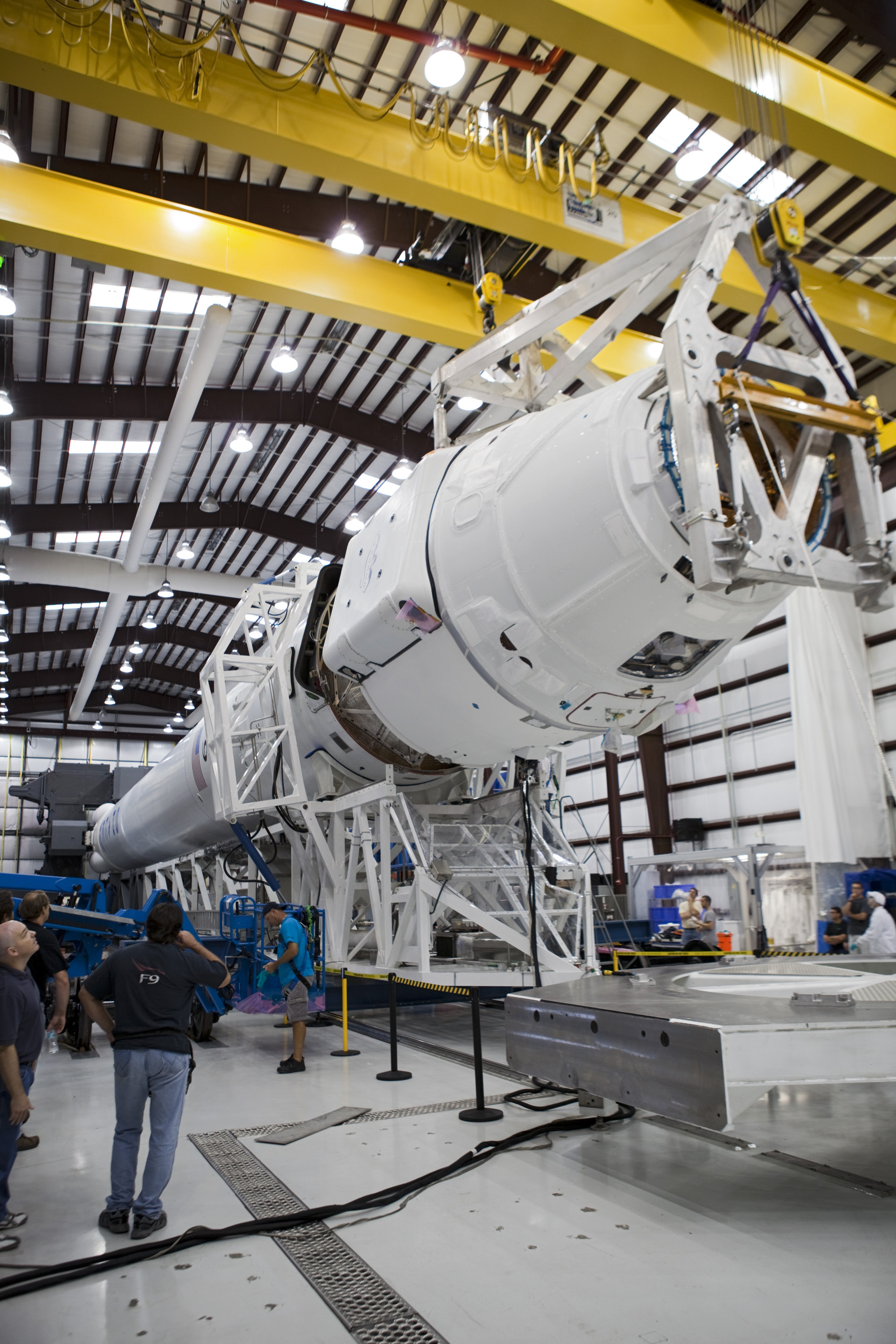
ドラゴンが取り付けられたファルコン9、2012年9月30日
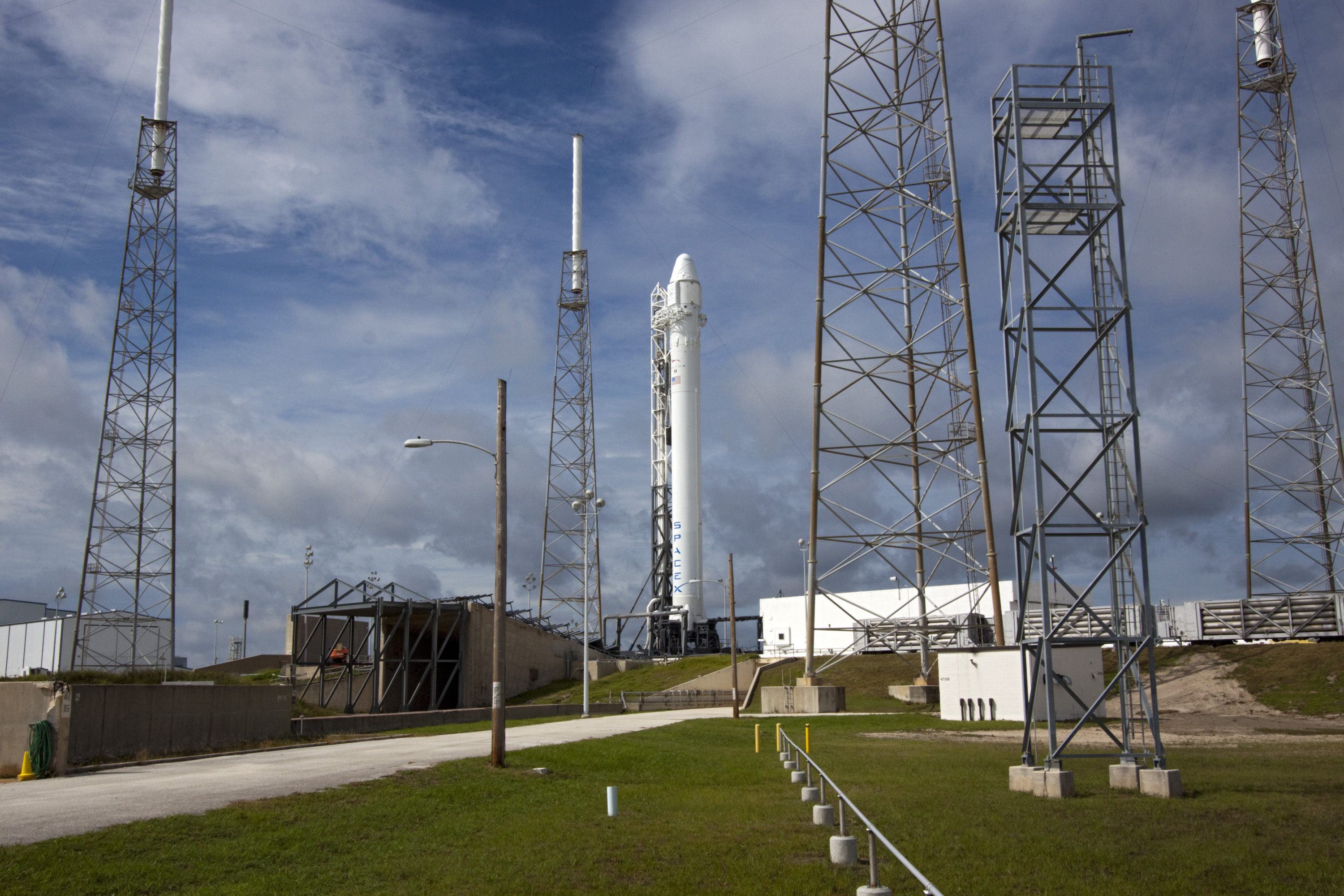
展開実証で発射台で起こされたファルコン9、2012年10月2日

## 註